# Nationalparks in Norwegen
Norwegen hat 48 Nationalparks ausgewiesen, davon 41 auf dem Festland (mit vorgelagerten Inseln) und sieben auf Svalbard (Spitzbergen). Norwegens erster Nationalpark Rondane wurde 1962 eingeweiht. Bis 2012 entstanden weitere Nationalparks mit einer geschützten Fläche von insgesamt rund 66.600 km². Die Gesamtfläche der Nationalparks auf dem Festland beträgt 32.125 km² und damit fast zehn Prozent der Gesamtfläche des norwegischen Festlandes. Die Gesamtfläche der Nationalparks auf Spitzbergen beträgt 34.345 km², die Landfläche davon 14.487 km², und somit 24 % der Gesamtfläche Spitzbergens.
Nationalparks stellen in Norwegen Schutzgebiete mittlerer Schutzstufe dar. Strenger geschützt sind nur Naturreservate, Nationalparks umfassen aber in der Regel eine größere Fläche. Die Verwaltung der Nationalparks Norwegens erfolgt durch das Miljødirektoratet (bis 1. Juli 2013 Direktoratet for naturforvaltning).

## Norwegischer Nationalparkplan
Das Storting verabschiedete 1993 einen neuen Nationalparkplan, der zusätzlich zu den bereits bestehenden 18 Nationalparks die Ausweisung von rund 23.000 km² geschützte Flächen (Nationalparks und andere größere Schutzgebiete) vorsah. Bereits 1991 wurde auf Basis dieses Plans der Jostedalsbreen-Nationalpark ausgewiesen. Weitere Nationalparks folgten erst zehn Jahre später mit der Eröffnung des Forollhogna-Nationalparks 2001 und 15 weiteren bis 2009. Der Plan sah ursprünglich die Einrichtung sechs weiterer Nationalparks vor, wobei mit dem Sjunkhatten und dem Rohkunborri-Nationalpark zwei davon bereits eröffnet wurden, bei den übrigen vieren ist das Plan- und Anhörungsverfahren begonnen worden.
Der Nationalparkplan sieht in Übereinstimmung mit dem Naturschutzgesetz von 1970 die Ausweisung von drei verschiedenen Schutzgebieten vor:
- Nationalparks: Große, relativ unberührte Landschaften. Zweck ist die Bewahrung der wertvollen Natur und die Erhaltung von Möglichkeiten zur Freizeitgestaltung und Erholung.
- Landschaftsschutzgebiete: Einzigartige oder schöne Natur- oder Kulturlandschaften.
- Naturreservate: Kleine, unberührte Gebiete, die ein spezielles Habitat darstellen und von wissenschaftlichem oder pädagogischem Interesse sind.[6]

Auf Svalbard finden das Naturschutzgesetz und der Nationalparkplan keine Anwendung. Die Einrichtung von Nationalparks auf der Inselgruppe wird vom Svalbardumweltschutzgesetz geregelt. 1998 wurde der Landschaftsschutz auf Svalbard reevaluiert. Infolgedessen wurden zwischen 2001 und 2005 acht neue Schutzgebiete ausgewiesen.

## Nationalparks im norwegischenhovedlandet (Hauptland)
| Name                                   | Gründung    | Größe (km²) | Provinz (Fylke)                       | Anmerkung                                                                     | Nr. in Karte | Koordinaten          |
| -------------------------------------- | ----------- | ----------- | ------------------------------------- | ----------------------------------------------------------------------------- | ------------ | -------------------- |
| Anárjohka-Nationalpark                 | 1975        | 1390        | Finnmark                              |                                                                               | 36           | 68° 46′ N, 24° 47′ O |
| Blåfjella-Skjækerfjella-Nationalpark   | 2004        | 1924        | Trøndelag                             | Der Gressåmoen-Nationalpark ging in diesen Park auf.                          | 21           | 64° 9′ N, 13° 14′ O  |
| Breheimen-Nationalpark                 | 2009        | 1691        | Innlandet, Vestland                   |                                                                               | 10           | 61° 34′ N, 7° 2′ O   |
| Børgefjell-Nationalpark                | 1963        | 1447        | Nordland, Trøndelag                   |                                                                               | 23           | 65° 11′ N, 13° 54′ O |
| Dovre-Nationalpark                     | 2003        | 290         | Innlandet                             |                                                                               | 16           | 62° 5′ N, 9° 32′ O   |
| Dovrefjell-Sunndalsfjella-Nationalpark | 2002        | 1693        | Innlandet, Møre og Romsdal, Trøndelag | Trat an die Stelle des 1974 gegründeten Dovrefjell-Nationalparks.             | 18           | 62° 16′ N, 9° 13′ O  |
| Færder-Nationalpark                    | 2013        | 340         | Vestfold                              | 325 km² sind Meeresfläche.                                                    | 3            | 59° 9′ N, 10° 31′ O  |
| Femundsmarka-Nationalpark              | 1971        | 386         | Innlandet, Trøndelag                  |                                                                               | 14           | 62° 22′ N, 12° 6′ O  |
| Folgefonna-Nationalpark                | 2005        | 545         | Vestland                              |                                                                               | 5            | 60° 1′ N, 6° 18′ O   |
| Forollhogna-Nationalpark               | 2001        | 1062        | Innlandet, Trøndelag                  |                                                                               | 19           | 62° 39′ N, 10° 42′ O |
| Fulufjellet-Nationalpark               | 2012        | 86          | Innlandet                             |                                                                               | 12           | 61° 28′ N, 12° 40′ O |
| Gutulia-Nationalpark                   | 1968        | 23          | Innlandet                             |                                                                               | 13           | 62° 2′ N, 12° 12′ O  |
| Hallingskarvet-Nationalpark            | 2006        | 450         | Buskerud, Vestland                    |                                                                               | 7            | 60° 40′ N, 7° 28′ O  |
| Hardangervidda-Nationalpark            | 1981        | 3422        | Buskerud, Telemark, Vestland          |                                                                               | 6            | 60° 7′ N, 7° 20′ O   |
| Jomfruland-Nationalpark                | 2016        | 117         | Telemark                              | Der Nationalpark besteht zu etwa 98 Prozent aus Wasserflächen.                | 2            | 58° 52′ N, 9° 36′ O  |
| Jostedalsbreen-Nationalpark            | 1991        | 1230        | Vestland                              |                                                                               | 11           | 61° 41′ N, 6° 59′ O  |
| Jotunheimen-Nationalpark               | 1980        | 1140        | Innlandet, Vestland                   |                                                                               | 9            | 61° 31′ N, 8° 28′ O  |
| Junkerdal-Nationalpark                 | 2004        | 682         | Nordland                              |                                                                               | 27           | 66° 53′ N, 15° 46′ O |
| Láhko-Nationalpark                     | 2012        | 188         | Nordland                              |                                                                               | 26           | 66° 51′ N, 14° 14′ O |
| Langsua-Nationalpark                   | 2011 (1968) | 537         | Innlandet                             | Der 1968 gegründete Ormtjernkampen-Nationalpark ging 2011 in diesen Park auf. | 8            | 61° 17′ N, 9° 33′ O  |
| Lierne-Nationalpark                    | 2004        | 333         | Trøndelag                             |                                                                               | 22           | 64° 18′ N, 13° 54′ O |
| Lofotodden-Nationalpark                | 2018        | 99          | Nordland                              |                                                                               | 30           | 67° 58′ N, 12° 55′ O |
| Lomsdal-Visten-Nationalpark            | 2009        | 1102        | Nordland                              |                                                                               | 24           | 65° 34′ N, 12° 48′ O |
| Møysalen-Nationalpark                  | 2003        | 51          | Nordland                              |                                                                               | 31           | 68° 31′ N, 15° 30′ O |
| Raet-Nationalpark                      | 2016        | 607         | Agder                                 | 8 km² sind Landfläche und 599 km² Wasserfläche.                               | 1            | 58° 26′ N, 8° 48′ O  |
| Rago-Nationalpark                      | 1971        | 170         | Nordland                              |                                                                               | 29           | 67° 26′ N, 15° 59′ O |
| Reinheimen-Nationalpark                | 2006        | 1969        | Innlandet                             |                                                                               | 17           | 62° 10′ N, 7° 54′ O  |
| Reisa-Nationalpark                     | 1986        | 803         | Troms                                 |                                                                               | 35           | 69° 16′ N, 21° 51′ O |
| Rohkunborri-Nationalpark               | 2011        | 571,33      | Troms                                 |                                                                               | 32           | 68° 34′ N, 19° 19′ O |
| Rondane-Nationalpark                   | 1962        | 963         | Innlandet                             |                                                                               | 15           | 61° 50′ N, 9° 30′ O  |
| Saltfjellet-Svartisen-Nationalpark     | 1989        | 1840        | Nordland                              |                                                                               | 25           | 66° 39′ N, 14° 38′ O |
| Seiland-Nationalpark                   | 2006        | 316         | Finnmark                              |                                                                               | 39           | 70° 23′ N, 23° 10′ O |
| Skarvan og Roltdalen-Nationalpark      | 2004        | 441         | Trøndelag                             |                                                                               | 20           | 63° 20′ N, 11° 27′ O |
| Sjunkhatten-Nationalpark               | 2010        | 417,5       | Nordland                              |                                                                               | 28           | 67° 25′ N, 15° 4′ O  |
| Stabbursdalen-Nationalpark             | 1970        | 747         | Finnmark                              |                                                                               | 38           | 69° 59′ N, 24° 29′ O |
| Varangerhalvøya-Nationalpark           | 2006        | 1804        | Finnmark                              |                                                                               | 40           | 70° 20′ N, 29° 49′ O |
| Ytre-Hvaler-Nationalpark               | 2009        | 354         | Østfold                               | 340 km² sind Meeresfläche.                                                    | 4            | 59° 1′ N, 10° 48′ O  |
| Østmarka-Nationalpark                  | 2023        | 54          | Oslo und Akershus                     |                                                                               | -            | 59° 50′ N, 11° 3′ O  |
| Øvre-Dividal-Nationalpark              | 1971        | 743         | Troms                                 |                                                                               | 33           | 68° 39′ N, 19° 52′ O |
| Øvre-Pasvik-Nationalpark               | 1970        | 119         | Finnmark                              |                                                                               | 37           | 69° 6′ N, 28° 56′ O  |
| Ånderdalen-Nationalpark                | 1970        | 68          | Troms                                 |                                                                               | 34           | 69° 12′ N, 17° 16′ O |
| Summe:                                 |             | 32.215      | –                                     | –                                                                             | –            | –                    |

## Nationalparks in Svalbard (Spitzbergen)
| Name                 | Gründung | Größe (km²) | Landfläche (km²) | Meeresfläche (km²) | Nr. in Karte | Koordinaten          |
| -------------------- | -------- | ----------- | ---------------- | ------------------ | ------------ | -------------------- |
| Forlandet            | 1973     | 4634        | 616              | 4018               | 5            | 78° 33′ N, 11° 7′ O  |
| Indre Wijdefjorden   | 2005     | 1127        | 745              | 382                | 6            | 79° 5′ N, 16° 6′ O   |
| Nordenskiöld Land    | 2003     | 1362        | 1207             | 155                | 2            | 77° 52′ N, 15° 19′ O |
| Nordre Isfjorden     | 2003     | 2954        | 2050             | 904                | 4            | 78° 24′ N, 14° 23′ O |
| Nordvest-Spitsbergen | 1973     | 9873        | 3684             | 6189               | 7            | 79° 35′ N, 11° 30′ O |
| Sassen-Bünsow-Land   | 2003     | 1230        | 1157             | 73                 | 3            | 78° 23′ N, 17° 15′ O |
| Sør-Spitsbergen      | 1973     | 13.128      | 5030             | 8198               | 1            | 77° 9′ N, 16° 17′ O  |
| Gesamtgröße          |          | 34.308      | 14.489           | 19.819             |              |                      |